# 上山温泉
上山温泉（かみのやまおんせん）は、山形県上山市（旧国出羽国、明治以降は羽前国）にある温泉。

## 概要
山形県の温泉統計などの温泉地の名称は「上山（温泉）」であるが、ひらがなの表記「かみのやま温泉」が用いられることも多い。最寄りとなる東日本旅客鉄道（JR東日本）の駅名も「かみのやま温泉駅」である。
温泉街は湯町、新湯、十日町、河崎、高松、葉山、金瓶の7地区から構成されている。そのため、各地区をそれぞれ個々の温泉とみなし、上山温泉郷とも表現される。
山形県発行の統計情報「やまがたの温泉2024」において、湧出量は2,537ℓ／分と蔵王温泉に次ぐ県内2位、年度延利用者数は397,257人と県内4位、年度延宿泊利用人数は232,236人と県内2位となっている。
古くは山形県鶴岡市の湯野浜温泉、福島県の東山温泉と共に「奥羽三楽郷」に数えられた。

## 泉質
- ナトリウム・カルシウム 塩化物泉・硫酸塩温泉（弱アルカリ性）[2]

## 温泉街
源泉数は5本（源泉温度は63〜69℃）で、1978年（昭和53年）から集中管理されている。
温泉街では多数の温泉旅館、温泉ホテルが営業している。また、共同浴場、日帰り温泉施設、足湯も存在する。2023年（令和5年）3月末現在、温泉利用施設数は32である。

### 旅館・ホテル
- 高松葉山温泉

日本の宿古窯、葉山館、名月荘、はたごの心橋本屋、彩花亭時代屋、おやど森の音、寒河江屋旅館、三木屋参蒼来
- 新湯温泉

仙渓園月岡ホテル、果実の山あづま屋、有馬館、ステイインホテル材木栄屋、はたや旅館、ホテル菊屋
- 湯町温泉

花明かりの宿月の池、ふぢ金旅館、ホテル山内、鶴の湯長十郎旅館
- 河崎温泉

ふじや旅館
- 十日町温泉

しまづ旅館

### 共同浴場・日帰り温泉施設

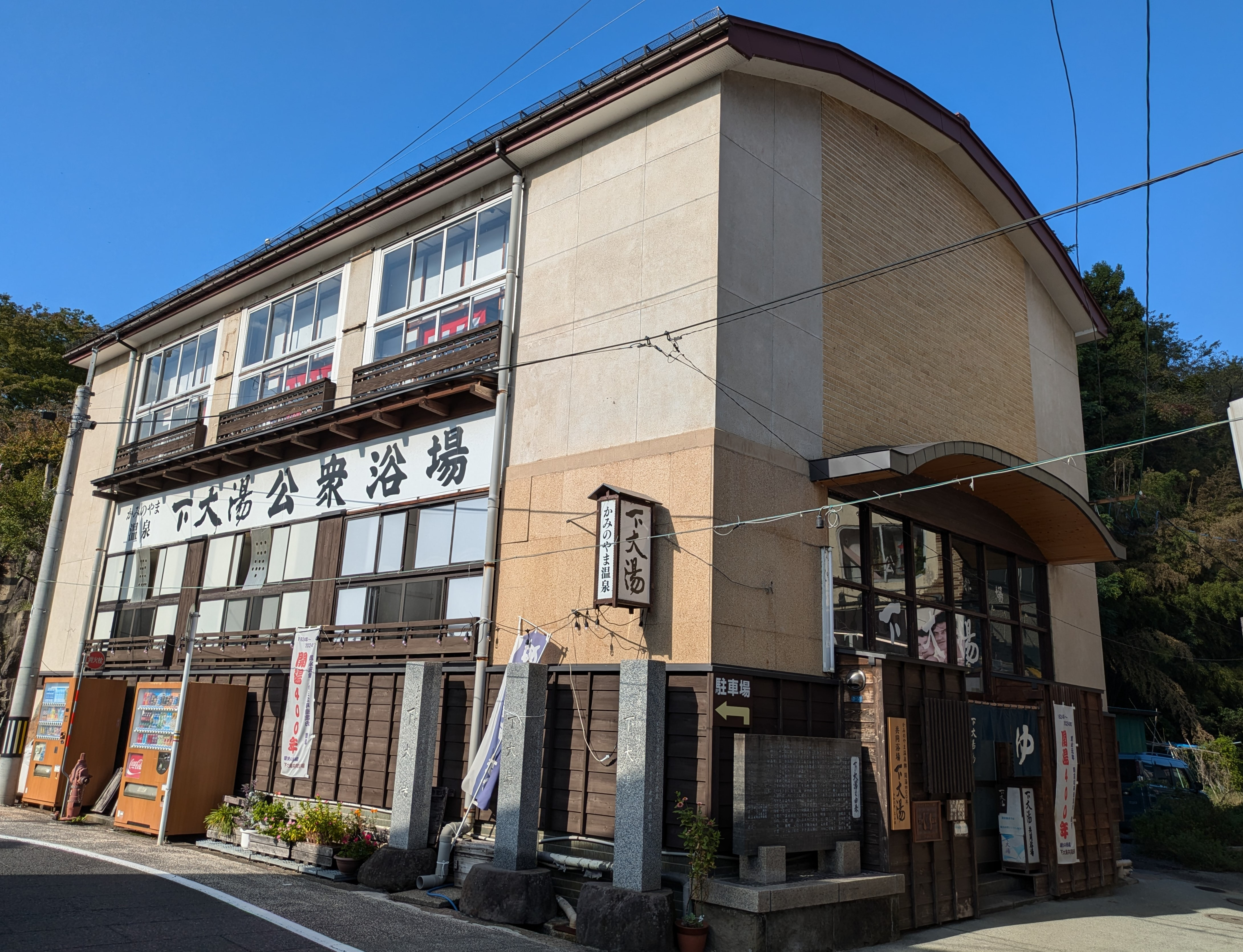
下大湯共同浴場

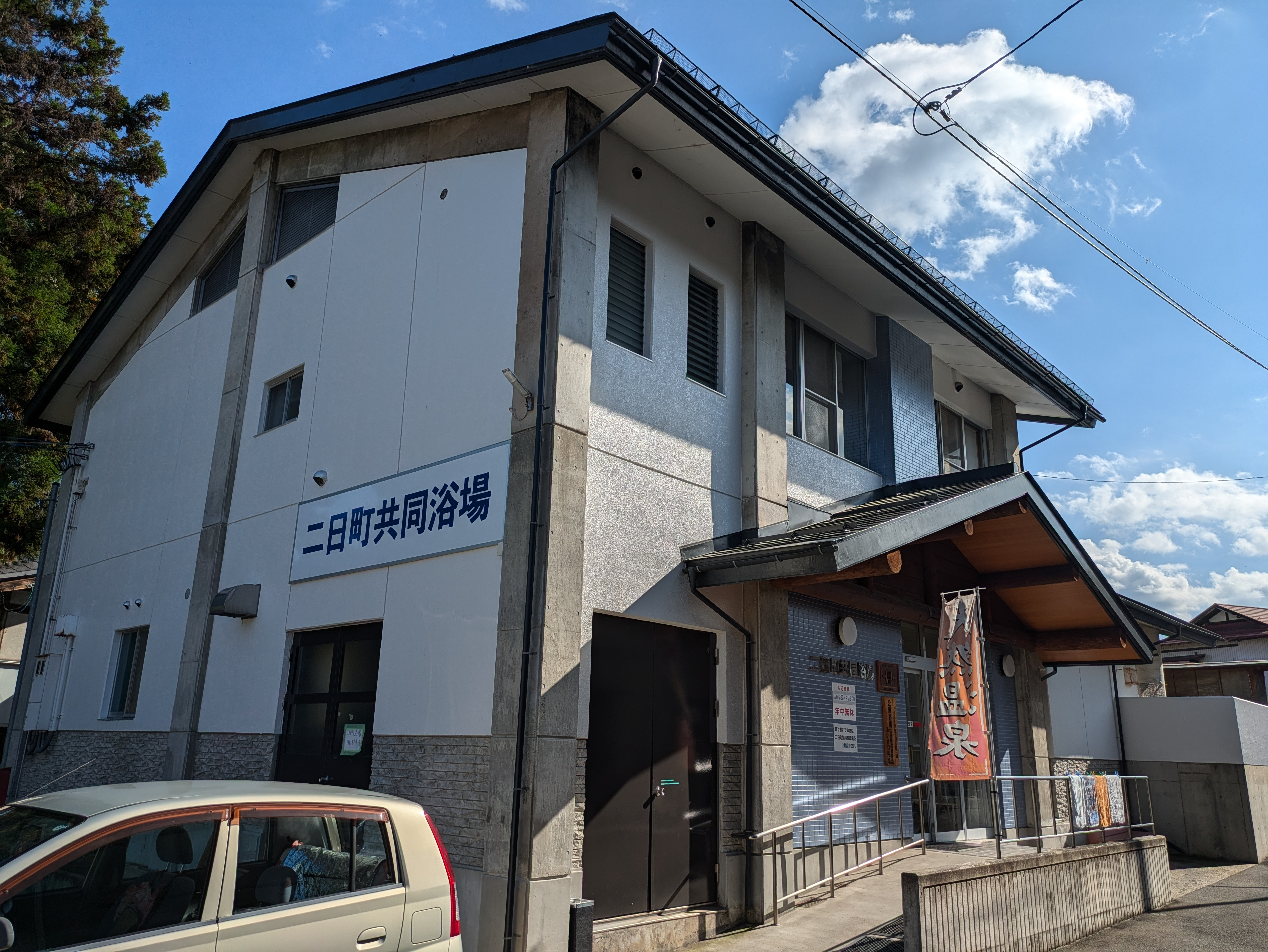
二日町共同浴場

7軒の共同浴場が存在したが、一部は閉鎖されている。
- 下大湯（しもゆ）共同浴場

地元の温泉共同組合によって運営されている。1624年開湯。
- 新丁温泉共同浴場（鶴の湯）

地元の温泉共同組合によって運営されていたが、2024年2月末に閉鎖。
- 二日町共同浴場（親子集いの湯）

地元の温泉共同組合によって運営されている。
- 新湯共同浴場（通称澤の湯）

地元の温泉共同組合によって運営されていたが、2020年3月31日に閉鎖（休業）となり、温泉権をNPOに譲渡することが決定された。NPO法人（かみのやまランドバンク）が施設の運営を引き継ぐこととなり、建物を改修して2022年5月29日に営業を再開した。
- 湯町共同浴場

地元の温泉共同組合によって運営されていたが、2016年11月30日に閉鎖。
- 葉山公衆浴場（寿荘）

上山市老人福祉センター寿荘内にあり、上山市社会福祉協議会が運営している。
- 中湯共同浴場

市営であったが2018年3月31日に閉鎖。
- その他

名人のゆ（湯町）、高源ゆ（蔵王坊平）

### 足湯
5か所に足湯が整備されている（上山城、眉川橋、新湯、湯町、葉山）。また、みゆき会病院の駐車場に私設の足湯が開放されている。

## 歴史
開湯は1458年（長禄2年）とされている。肥前出身の旅の僧侶・月秀が、温泉で傷を癒している鶴を発見したとされる。そのため、古くは「鶴脛の湯」の別名があった。
※開湯年については、町人学者の菅沼定昭が明治35年(1902年)に書き留めた見聞記「上山見聞随筆」に記述されており、《鶴脛温泉の草創は長禄2年(1458年)始めて発見す。白禿山は其源にして、山王山の麓に湧出るなり。そのかみ浄光寺開祖月秀和尚、日々鶴の下り来り、足痛にて其の脛をひたし温めしを見て、温泉の湧出ることを知り、初めて開きたるによりて、鶴脛の温泉と名づけし由云伝ふ》とある。ただし、1702年（元禄15年）の古文書「羽州上山城下温湯記」においては、温泉の起源について調べ上げたが資料が無く、解明できなかったと記されている。
江戸時代には当地に上山城および上山藩が置かれ、温泉地としてのみならず城下町としても繁栄した。また羽州街道の宿場町としても賑わいを見せた。
江戸時代中期の松平信将が上山藩主の時代に、湯宿の主人たちが「飯盛女」と称する遊女たちを雇って営業する請願書を藩主に提出し許可された。以後、上山の温泉宿は歓楽街的に繁盛したとされる。上山三十三観音の一つで、上山市十日町にある湯上観音の境内には、飯森女たちの供養碑が建立されている。
1878年（明治11年）7月にはイザベラ・バードが来訪。『日本奥地紀行』において、外国人が容易に来られる場所であったならば健康的な保養地になるであろうと記し、美しい山形の景観と、湯宿で働く女性たちの優しさなどを紹介した。

## アクセス
- 鉄道
  - 奥羽本線・山形新幹線「かみのやま温泉駅」下車
- 自家用車
  - 東北中央自動車道「山形上山IC」より国道13号経由
  - 東北中央自動車道「かみのやま温泉IC」より国道13号等経由

## 周辺
上山市内
- 上山城
- 月岡公園（4月下旬桜スポット）
- 武家屋敷
- 斎藤茂吉記念館
- 蟹仙洞
- 有形文化財（春雨庵、楢下宿）
- リナワールド
- 蔵王カントリークラブ
- 観光果樹園の果物狩り（さくらんぼ、ブドウなど）
- 蔵王（御釜、蔵王坊平ライザスキー場、蔵王猿倉スキー場、蔵王坊平アスリートヴィレッジ、蔵王坊平高原ペンション村、蔵王ペンション村）
- 花咲山展望台（恋人の聖地）
- 上山市総合子どもセンターめんごりあ
- 丹野こんにゃく番所
- ニュートラックかみのやま
- コストコかみのやま倉庫店

上山市外周辺
- ぐっと山形、道の駅やまがた蔵王（お土産処・山形市）
- 黒沢温泉（山形市）
- 蔵王温泉（山形市）
- 蔵王温泉スキー場（山形市）
- 文翔館（山形市）
- 霞城公園（山形市）
- 立石寺（山寺・山形市）
- 上杉神社（米沢市）
- 上杉家廟所（米沢市）
- 熊野神社（南陽市）
- 赤湯温泉（南陽市）